# Юліус Бєлик
Юліус Бєлик (чеськ. Július Bielik, нар. 8 березня 1962, Трнава) — чехословацький футболіст, що грав на позиції захисника.
Виступав, зокрема, за клуб «Спарта» (Прага), а також національну збірну Чехословаччини.

## Клубна кар'єра
У дорослому футболі дебютував 1979 року виступами за команду клубу «Спартак» (Трнава), в якій провів три сезони, взявши участь у 57 матчах чемпіонату.
Своєю грою за цю команду привернув увагу представників тренерського штабу клубу «Спарта» (Прага), до складу якого приєднався 1982 року. Відіграв за празьку команду наступні дев'ять сезонів своєї ігрової кар'єри. Більшість часу, проведеного у складі «Спарти», був основним гравцем захисту команди. Регулярно беруть участь в єврокубках, зіграв 17 матчів у Кубку європейських чемпіонів і 10 матчів у Кубку УЄФА. Зокрема став чвертьфіналістом кубку європейських чемпіонів 1985 року, в якому поступився «Ювентусу», а також дійшов до чвертьфіналу Кубка УЄФА 1984 року, в якому поступився «Хайдуку». У складі празької «Спарти» 6 разів ставав переможцем чемпіонату Чехословаччини та 3 рази перемагав у кубку Чехословаччини.
Згодом з 1991 по 1992 рік грав у складі японських клубів «Мазда» та «Санфречче Хіросіма»
З 1994 по 1995 роки виступав за клуб «Уніон».
Завершив професійну ігрову кар'єру у клубі «Градець-Кралове», за команду якого виступав протягом 1995—1997 років.

## Виступи за збірну
26 жовтня 1983 року дебютував у складі національної збірної Чехословаччини у товариському матчі проти Болгарії. Протягом кар'єри у національній команді, яка тривала 8 років, провів у формі головної команди країни лише 18 матчів.
У складі збірної був учасником чемпіонату світу 1990 року в Італії. На турнірі зіграв 2 поєдинки. На цьому ж турнірі і зіграв свій останній матч за збірну, проти Італії.

## Футбольна діяльність
Після завершення кар'жри гравця займався тренерською діяльністю, працював у клубах «Вікторія Жижков» та «Яблонець». З грудня 2001 року з ліцензією футбольного агента ФІФА працює у ФАЧР.

## Клубна статистика
| Клубні виступи | Клубні виступи    | Клубні виступи | Ліга  | Ліга |
| Сезон          | Клуб              | Ліга           | Матчі | Голи |
| Чехословаччина | Чехословаччина    | Чехословаччина | Ліга  | Ліга |
| -------------- | ----------------- | -------------- | ----- | ---- |
| 1979/80        | Спартак (Трнава)  | Перша ліга     | 0     | 0    |
| 1980/81        | Спартак (Трнава)  | Перша ліга     | 27    | 2    |
| 1981/82        | Спартак (Трнава)  | Перша ліга     | 30    | 0    |
| 1982/83        | Спарта (Прага)    | Перша ліга     | 18    | 0    |
| 1983/84        | Спарта (Прага)    | Перша ліга     | 28    | 0    |
| 1984/85        | Спарта (Прага)    | Перша ліга     | 29    | 1    |
| 1985/86        | Спарта (Прага)    | Перша ліга     | 29    | 2    |
| 1986/87        | Спарта (Прага)    | Перша ліга     | 30    | 0    |
| 1987/88        | Спарта (Прага)    | Перша ліга     | 28    | 0    |
| 1988/89        | Спарта (Прага)    | Перша ліга     | 30    | 1    |
| 1989/90        | Спарта (Прага)    | Перша ліга     | 31    | 1    |
| 1990/91        | Спарта (Прага)    | Перша ліга     | 24    | 2    |
| Японія         | Японія            | Японія         | Ліга  | Ліга |
| 1991/92        | Мазда             | ЯФЛ            | 20    | 1    |
| 1992           | Санфрече Хіросіма | Джей-ліга      | -     | -    |
| Чехія          | Чехія             | Чехія          | Ліга  | Ліга |
| 1994/95        | Уніон (Хеб)       | Гамбрінус Ліга | 28    | 3    |
| 1995/96        | Уніон (Хеб)       | Гамбрінус Ліга | 8     | 0    |
| 1995/96        | Градець-Кралове   | Гамбрінус Ліга | 11    | 0    |
| 1996/97        | Градець-Кралове   | Гамбрінус Ліга | 7     | 0    |
| Країна         | Чехословаччина    | Чехословаччина | 304   | 9    |
| Країна         | Японія            | Японія         | 20    | 1    |
| Країна         | Чехія             | Чехія          | 54    | 3    |
| Загалом        | Загалом           | Загалом        | 378   | 13   |

## Виступи у збірній
| національна збірна Чехословаччини | національна збірна Чехословаччини | національна збірна Чехословаччини |
| Рік                               | Матчі                             | Голи                              |
| --------------------------------- | --------------------------------- | --------------------------------- |
| 1983                              | 1                                 | 0                                 |
| 1984                              | 0                                 | 0                                 |
| 1985                              | 0                                 | 0                                 |
| 1986                              | 0                                 | 0                                 |
| 1987                              | 2                                 | 0                                 |
| 1988                              | 6                                 | 0                                 |
| 1989                              | 3                                 | 0                                 |
| 1990                              | 6                                 | 0                                 |
| Загалом                           | 18                                | 0                                 |